# Big River (Labrador)
De Big River is een 59 km lange rivier in het oosten van het Canadese schiereiland Labrador.

## Verloop
De Big River ontspringt in het Little Michinappi Lake op ongeveer 250 m boven zeeniveau. Dat meer maakt deel uit van een groter merensysteem dat het Michinappi Lake in het westen, het White Bear Lake in het noordwesten en verschillende andere naamloze meren omvat.
De rivier verlaat dat meer aan de oostelijke oever. Anderhalve kilometer stroomafwaarts mondt de rivier de Stanfords uit aan de rechterzijde van de Big River. De rivier stroomt gedurende ruim 45 km in overwegend noordnoordoostelijke richting voordat hij naar het oosten draait voor de laatste 13 km. Langs links monden de Micmac River en Otter Lake Brook in de Big River uit.
De delta ligt slechts een paar kilometer ten zuiden van de monding van Adlavik Brook en 30 km ten zuidoosten van de gemeente Makkovik.

## Stroomgebied
Het stroomgebied van de Big River heeft een oppervlakte van 2849 km². In het stroomgebied van de bovenloop werd een uraniumafzetting ontdekt, de zogenaamde Michelin Deposit.

## Flora en fauna
Langs de loop van de Big River, bij rivierkilometer 38,6 en 43,5, zijn er watervallen van respectievelijk 3,1 m en 4,6 m hoog, die worden beschouwd als gedeeltelijke barrières voor trekvissen. In het riviersysteem komen de Atlantische zalm, de beekforel en de zuigkarpersoorten Catostomus catostomus en Catostomus commersonii voor. Langs de oevers groeien zwarte sparren.

## Gebruik
Sinds 1967 bevindt zich aan de benedenloop van de rivier het Big River Sport Fishing Camp. Deze locatie wordt jaarlijks op seizoensgebonden basis aangedaan door sportvissers. Inwoners van Makkovik komen daarenboven soms naar de monding van de rivier voor de zeehondenjacht.